# Salim ibne Sauada Atamimi
Salim ibne Sauada Atamimi (em árabe: سالم بن سوادة التميمي; romaniz.: Salim ibn Sauadah at-Tamimi) foi governador do Egito pelo Califado Abássida de 780 a 781. Foi nomeado pelo califa Almadi (r. 775–785) no final de 780 com jurisdição sobre assuntos militares, enquanto um oficial separado foi selecionado para lidar com questões tributárias. O historiador ibne Tagribirdi menciona que, durante seu governo, tanto o Egito quanto o Magrebe sofreram uma série de conflitos violentos e que tropas egípcias foram enviadas para ajudar Barca por um breve período, mas depois foram retiradas sem se envolver em nenhum combate. Permaneceu como governador até meados de 781, quando foi demitido e substituído por Ibraim ibne Sale.